# Codrongianos
Codrongianos település Olaszországban, Szardínia régióban, Sassari megyében. Lakosainak száma 1275 fő (2023. január 1.). Codrongianos Cargeghe, Florinas, Osilo, Ploaghe és Siligo községekkel határos.

## Népesség
A település lakossága az elmúlt években az alábbi módon változott:
| Lakosok száma | 1312 | 1306 | 1275 |
|               | 2017 | 2018 | 2023 |